# Villa de Caius Olius Ampliatus
La Villa di Caius Olius Ampliatus est une villa romaine sitiée dans de quartier de Ponticelli  à Naples,.

## Historique
La villa a été construite au Ier siècle av. J.-C. et était probablement habitée par un vétéran de Silla à qui on avait confié des terres à cultiver ; elle fut ensevelie sous une couverture de cendres et de lapilli à la suite de l'éruption du Vésuve en 79.
Après le tremblement de terre de 1980, il fut décidé de construire des logements sociaux pour accueillir les déplacés dans la zone de Ponticelli, à la frontière entre Naples et San Giorgio a Cremano : en 1985, lors des travaux de construction des bâtiments, sont découvertes une villa de Ier siècle av. J.-C., une autre villa utilisée jusqu'au Ve et VIe siècles et une nécropole. Parmi celles-ci, seule la villa du Ier siècle av. J.-C. a fait l'objet de campagnes de fouilles, entre 1986 et 1987 et en 2007, tandis que les autres ont été à nouveau enterrées.

## Description
La villa a une superficie d'environ 2 000 m2 et l'entrée, qui s'ouvre directement sur le péristyle, était située au confluent des routes d'Ercolano  et Nola. Il s'agit d'une villa rustique, caractérisée par un péristyle central autour duquel s'ouvrent les parties résidentielle et productive. La zone résidentielle est plus petite que le reste de la structure, ce qui suggère qu'une petite unité familiale y vivait : celle-ci se caractérise par une cuisine avec des latrines, un triclinium qui faisait face sur le Vésuve, une cabine et, dans la partie nord, à proximité du jardin, se trouvait probablement le quartier thermal.
La zone de production comprend par contre la zone de pressage des olives pour l'huile, le pistrinum (boulangerie) avec four à pain, les terrains dédiés au pâturage des animaux et, dans la partie basse de la villa, dans les caves, la cave à vin avec dolium, le pressoir et la cuve à moût. C'est dans la cave à vin que fut retrouvé le corps d'un des habitants qui s'était réfugié contre l'éruption, portant des biens précieux dont un sceau au nom de Caius Olius Ampliatus, dont la villa tire son nom ; on ne sait pas si le corps appartenait au propriétaire ou à l'un des domestiques : il avait des dents manquantes et de nombreuses fractures osseuses. Sur le mur entourant la villa, Paolo ShaOne Romano a peint une fresque retraçant l'histoire du site.